# 上位運動ニューロン

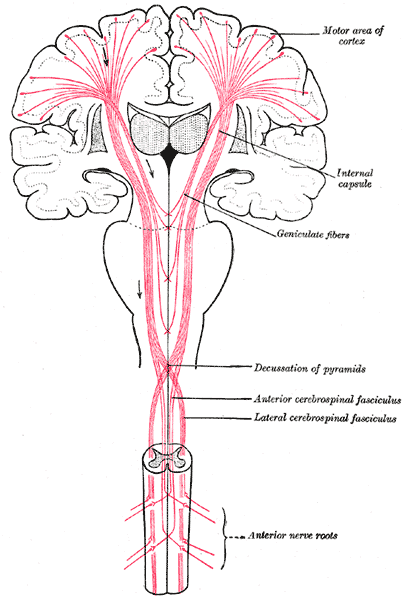
大脳皮質から延髄および脊髄にいたる伝導路（錐体路）。

上位運動ニューロン（じょういうんどうにゅーろん、英：upper motor neuron）は大脳皮質運動野や脳幹に始まり、運動情報を下位運動ニューロンに伝える経路、またはその神経細胞。目標器官である筋を直接刺激する下位運動ニューロンに対する概念である。

## 概要
上位運動ニューロンの主要な経路である皮質脊髄路ニューロンの細胞体は、大脳皮質一次運動野（前頭葉の中心前回、ブロードマンの脳地図の第4野）の第V層（内錐体細胞層）にあり、ベッツ細胞と呼ばれる。この細胞の細胞体は大脳では最も大きい部類に入り、その径は100μm 近くである。
上位運動ニューロンは大脳からさまざまなレベル（高位）の脊髄（頸髄から仙髄まで）に向かい、そこで神経信号が下位運動ニューロンを通して筋に伝えられる。上位と下位の運動ニューロンの間の信号伝達は、シナプスにおいて神経伝達物質の一つであるグルタミン酸が上位運動ニューロンから放出され、それが下位運動ニューロンのグルタミン酸受容体によって感知される。シナプスは下位運動ニューロンの神経細胞体がある脊髄前角に存在する。

## 伝導路
中枢神経内での上位運動ニューロンの伝導路には以下のようなものがある。
| 伝導路名     | 経路                                                 | 機能                                                                          |
| 皮質脊髄路   | 一次運動野から脊髄前角の下位運動ニューロン細胞体まで | 主な機能は四肢の随意的 巧緻運動の制御。また体幹の随意的姿勢維持にもかかわる。 |
| 皮質延髄路   | 一次運動野から橋および延髄にあるいくつかの神経核まで | 顔面と顎の筋、嚥下および舌の動きの制御。                                      |
| 視蓋脊髄路   | 中脳の上丘から脊髄の下位運動ニューロンまで           | 視覚情報に伴う不随意的な頭位の姿勢維持にかかわる。                            |
| 赤核脊髄路   | 中脳の赤核から下位運動ニューロンまで                 | 平衡感覚の情報に伴う不随意的な四肢の姿勢維持にかかわる。                      |
| 前庭脊髄路   | 前庭神経核から下位運動ニューロンまで                 | 姿勢の平衡調節をつかさどる。                                                  |
| 網様体脊髄路 | 脳幹の網様体から発する                               | さまざまな不随意運動機能の調節と平衡維持。                                    |

## 病変
上位運動ニューロンの障害があると、錐体路徴候と呼ばれる症状、すなわち痙性、筋力低下、深部腱反射の亢進、バビンスキー反射が現れる。